# Rohrratten
Die Rohrratten oder Grasnager (Thryonomyidae) sind eine Familie der Nagetiere. Trotz ihres Namens sind sie mit den Ratten nicht näher verwandt, sondern gehören in die Gruppe der Stachelschweinverwandten (Hystricomorpha). Die Familie umfasst eine Gattung, Thryonomys (Synonyme: Aulacodus, Triaulacodus oder Choeromys), mit zwei Arten. Diese sind: Große Rohrratte (Thryonomys swinderianus) und Kleine Rohrratte (Thryonomys gregorianus).
Im französischsprachigen Afrika werden sie Agouti genannt – auch wenn sie nicht näher mit den südamerikanischen Agutis verwandt sind – und in englischsprachigen Gebieten grasscutter.

## Verbreitung
Rohrratten sind in afrikanischen  Wald-  und  Savannengebieten (typischerweise mit Niederschlägen  von 750 bis 1400 mm jährlich) südlich der Sahara beheimatet, ihr Verbreitungsgebiet reicht von Senegal und Sudan über Tansania, Simbabwe und Mosambik bis ins südöstliche Südafrika. Sie bevorzugen Zonen mit Savannengras und lockerem Baumbestand, sind aber auch in Talauen und Sumpfgebieten zu finden.

## Beschreibung

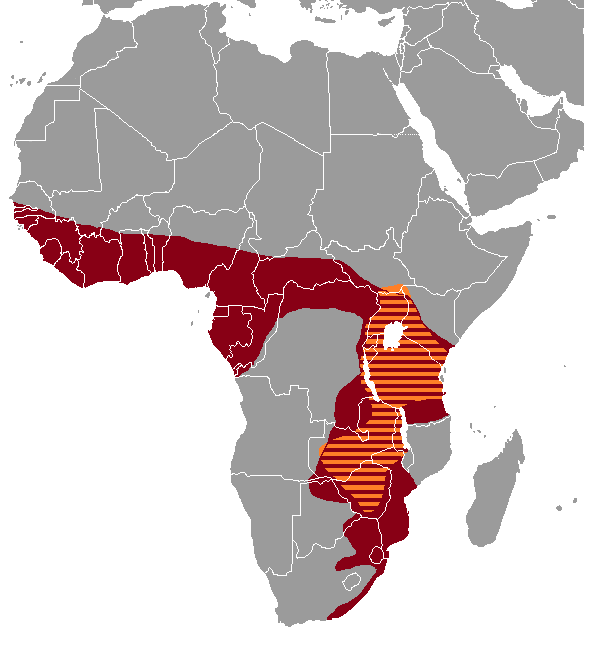
Rekonstruiertes ursprüngliches Verbreitungsgebiet von Kleiner (Orange) und Großer Rohrratte (Dunkelrot). Im schraffierten Bereich überschneidet sich das Verbreitungsgebiet beider Arten.

Rohrratten sind große, eher schwerfällig gebaute Nagetiere. Ihr raues, borstiges Haar ist gelbbraun oder graubraun gefärbt, die Unterseite ist grau oder weißlich. Sie haben einen großen, wuchtigen Kopf mit kleinen Augen und kleinen, runden Ohren. Ihr Gesichtssinn ist schlecht entwickelt, Gehör und Geruch dafür umso besser. Die breiten Schneidezähne dieser Tiere sind orange gefärbt, die Vorderseite ist mit drei Längsfurchen versehen. Die Zahnformel lautet 1-0-1-3, insgesamt 20 Zähne.
Die Gliedmaßen sind kurz und kräftig, jeder Fuß endet in drei großen Zehen, die erste und fünfte Zehe sind rückgebildet oder fehlen ganz. Jede Zehe trägt eine zum Graben geeignete Kralle. Der spärlich behaarte Schwanz ist deutlich kürzer als der Körper. Rohrratten erreichen eine Kopf-Rumpf-Länge von 35 bis 61 Zentimetern, eine Schwanzlänge von 7 bis 26 Zentimetern und ein Gewicht von durchschnittlich 3 kg bei weiblichen und 4,5 kg bei männlichen Tieren. Höchstgewichte betragen bis zu sieben, in Ausnahmefällen bis neun Kilogramm. 

## Lebensweise
Als Lebensraum bevorzugen Rohrratten feuchte oder gar sumpfige Habitate, mit viel Gras, das ihnen als Sichtschutz vor Fressfeinden (u. a. Wildkatzen und Schlangen) und als Nahrungsmittel dient. Manchmal findet man sie auch in (Getreide-)Feldern und Zuckerrohrplantagen. Als Unterschlupf benutzen sie neben dem hohen Gras manchmal Felsspalten oder verlassene Baue anderer Tiere, beispielsweise von Erdferkeln oder Stachelschweinen. Ist kein Unterschlupf vorhanden, graben sie auch manchmal selbst flache Baue. Von ihrem Unterschlupf aus legen sie Trampelpfade an, die ihnen zum schnellen Vorwärtskommen dienen. Trotz ihres schwerfälligen Äußeren können sie bei Bedarf schnell laufen, sie sind auch ausgezeichnete Schwimmer.
Rohrratten sind in erster Linie nachtaktiv. Sie leben manchmal in kleinen Gruppen aus einem Männchen und mehreren Weibchen zusammen, während der Trockenzeit separiert sich das Männchen manchmal und lebt einzelgängerisch. Eine Gruppe bewohnt ein Revier von rund 3000 bis 4000 Quadratmetern. Kämpfe zwischen Männchen um die Vorherrschaft in einer Gruppe laufen ab, indem sie sich gegenseitig mit der Nase wegzudrücken versuchen. Verringert eines den Druck, wird es vom anderen umgeworfen, und der Kampf ist entschieden.

## Nahrung
Die Nahrung der Rohrratten besteht vorwiegend aus Savannengräsern und Schilfrohren und wird gelegentlich mit Baumwurzeln, Knollen, Rinde, Früchten, Körnern und Nüssen ergänzt. Manchmal fallen sie auch in Plantagen ein und verzehren Zuckerrohr, Mais, Hirse, Maniok, Süßkartoffeln und andere Feldfrüchte.

## Fortpflanzung
Die Paarungszeit und -häufigkeit hängt vom Klima ab, in den feuchteren, wärmeren Regionen kann das Weibchen zweimal im Jahr Nachwuchs zur Welt bringen. Die Tragzeit liegt zwischen 140 und 170 Tagen, die Wurfgröße zwischen eins und acht, durchschnittlich vier. Zur Geburt legt das Weibchen ein eigenes, mit Gras und Blättern gepolstertes Nest an. Neugeborene Rohrratten sind behaart, haben offene Augen und sind Nestflüchter. Weibliche Tiere haben zwei oder drei Paar seitlich gelegene Zitzen, mit denen sie den Nachwuchs säugen. Jungtiere erreichen im Alter von 4 bis 12 Monaten die Geschlechtsreife. Das Höchstalter eines Tieres in menschlicher Obhut betrug 4 Jahre und 4 Monate.

## Parasiten
Rohrratten sind Wirt für Tierläuse der Gattung Scipio. Darüber hinaus kommen bei ihnen Hakenwürmer der Gattung Acheilostoma vor.

## Rohrratten und Menschen
Rohrratten können beträchtlichen Schaden in Feldern und Plantagen anrichten, weswegen sie als Plage betrachtet und verfolgt werden. Andererseits ist ihr Fleisch ein wichtiges Nahrungsmittel; sie werden gejagt und es gibt unter anderem in Benin, Ghana und Nigeria Versuche, die Tiere zu züchten. Auf manchen afrikanischen Märkten wird jährlich mehr Fleisch von Grasnagern als von Rindern oder Schweinen verkauft.
Durch ihr Eindringen in Plantagen hat sich ihr Lebensraum in den letzten Jahrzehnten vergrößert, trotz aller Bejagungen sind Rohrratten häufig und zählen nicht zu den bedrohten Arten.

## Systematik
Fossile Verwandte der Rohrratten sind seit dem Oligozän bekannt und waren im Miozän auch in Europa und Asien verbreitet. Heute existieren nur mehr zwei Arten, die Große Rohrratte (T. swinderianus) und die Kleine Rohrratte (T. gregorianus).
Der nächste Verwandte der Rohrratten ist die im südlichen Afrika lebende Felsenratte (Petromus typicus).